# Castlevania: Circle of the Moon
Castlevania: Circle of the Moon fue el primer videojuego de la saga Castlevania para Game Boy Advance de Nintendo. El personaje principal es Nathan Graves, el cual fue entrenado por Morris Baldwing (veterano cazavampiros y amigo de los padres de Nathan), quien encerró a Drácula junto a los padres de Nathan 10 años atrás. 

## Trama
La historia empieza en 1830 en un castillo abandonado en Austria. Camilla, una seguidora de Drácula, revive al Conde; sin embargo, Morris Baldwin, que previamente ayudó a encerrar a Drácula, y sus aprendices Nathan Graves y Hugh Baldwin (hijo de este) llegan al castillo con la intención de sellar a Drácula una vez más. Antes de lograrlo, Drácula despierta de su sueño y rompe el piso en donde Hugh y Nathan se encuentran, dejando solo a Morris Baldwin dentro de la sala de Drácula, y los aprendices caen a un abismo. Estos sobreviven a la caída y Hugh va en busca de su padre dejando a Nathan atrás, y este también toma la decisión de salvar a su mentor. 
Mientras Nathan recorre el castillo, él se topa con Hugh muchas veces, el cual en cada encuentro se pone más hostil con Nathan durante el progreso de la historia, eventualmente Nathan se encuentra con Camilla, quien le informa que ella y el mismo Conde Drácula son los responsables por los cambios de actitud en la personalidad de Hugh. Nathan se enfrenta a Camilla en su verdadera forma y sale victorioso, y es después cuando se topa con Hugh una vez más. Al momento de ver a Nathan, Hugh inmediatamente lo ataca, diciendo que esta vez derrotara a Nathan, esto lo hace con la intención de poder probarle a su padre que es mucho más fuerte que él. Después de que Nathan derrota a Hugh, la posesión que tuvo Drácula sobre él es destruida, y Hugh le dice que él es el elegido en tener el látigo sagrado (Morning Star) y le pide también que rescate a su padre.
Al llegar a la sala de ceremonias, Nathan se encuentra con Drácula quien le explica que él manipuló el alma de Hugh el cual hizo que este cambiara de personalidad. Nathan le asegura al Conde Drácula que lo derrotará y que salvara a su mentor Morris Baldwin antes de que sea sacrificado para que el Conde recupere sus poderes. Drácula se teletransporta a otro cuarto para obtener su poder máximo, en ese momento Hugh llega al cuarto de ceremonias, el cual salva a su padre y escapan juntos de Castlevania, dejando a Nathan pelear con el Conde Drácula, batalla en la cual Nathan sale victorioso. El Conde Drácula es derrotado, y el castillo empieza a derrumbarse, Nathan logra escapar del castillo y se reúne con Morris y Hugh, dejando el castillo en escombros ellos 3 se retiran para seguir con su entrenamiento.

## Personajes
Nathan Graves: Protagonista del juego. Los padres de Nathan fueron amigos de su mentor (Morris Baldwin). Hace 10 años los padres de Nathan junto con Morris Baldwin derrotaron a Drácula pero lamentablemente estos fallecieron y Morris fue el único que salió con vida, haciendo una promesa a sus amigos caídos, Morris toma al hijo de estos (Nathan Graves) y lo convierte en su alumno. Nathan es entrenado junto al hijo de Morris (Hugh Baldwin) para saber quien puede ser el heredero del legendario látigo (Morning Star), Nathan es elegido por Morris para ser el siguiente en portar el látigo legendario.
Morris Baldwin: Morris es el padre de Hugh y es un cazavampiros veterano. El junto a los padres de Nathan derrotaron al Conde Drácula hace 10 años. Morris escoge a Nathan como el sucesor en portar el látigo legendario (Morning Star) en vez de su hijo (Hugh Baldwin), el cual tomo esta decisión porque vio que su hijo solo quería el látigo por tener gloria en vez de seguir con la tradición de la familia legendaria.
Hugh Baldwin: El hijo de Morris y el rival de Nathan. Hugh envidia a Nathan por ser escogido por su padre para portar el látigo legendario. Sin embargo Nathan no reacciona a su enojo y en vez de eso este trata de comprenderlo y tratar de razonar con él.
Drácula: Derrotado en 1820 por un grupo de cazavampiros (Morris Baldwin y los padres de Nathan). El Conde Drácula pretende usar la energía de Morris para poder recuperar su poder y gobernar el mundo con oscuridad.
Camilla: Una seguidora y fiel sirviente del Conde Drácula. Camilla es en realidad un demonio disfrazado de mujer. Ella lleva a cabo los rituales para revivir a Drácula para poder servirle una vez más. 

## Sistema DSS
El sistema DSS emplea un total de veinte cartas clasificadas en dos grandes grupos, de diez unidades cada uno, según se trate de cartas de acción o de atributos. Las cartas del primer grupo toman el nombre de distintas deidades mientras que las del segundo se corresponden con nombres de diversas criaturas relacionadas generalmente en la literatura sobre magia y brujería,
con las que resulta más fácil (o más difícil) completar el juego.

### Cartas de acción
- Mercury: El mensajero de los dioses. Tiene el potencial de la fuerza.
- Venus: Diosa del amor y la belleza. Tiene el potencial del realce.
- Jupiter: Dios de los cielos y el líder del Olimpo. Tiene el potencial de la defensa.
- Mars: Dios de la guerra. Tiene el potencial del cambio.
- Diana: Diosa de la luna y de la caza. Tiene el potencial de la creación.
- Apollo: Dios del sol, la música y la profecía. Tiene el potencial para crear explosivos.
- Neptune: Dios de los mares. Tiene el potencial de la curación.
- Saturn: Dios de la agricultura y padre de Júpiter. Tiene el potencial de los Familiares.
- Uranus: Antiguo dios de los cielos. Tiene el potencial de la invocación.
- Pluto: Dios del mundo terrenal. Tiene el potencial de los especiales.

### Cartas de atributos
- Salamander: Un lagarto bañado en llamas, reencarnación del espíritu del fuego. Tiene el poder del fuego.
- Serpent: Se dice que la serpiente es un dragón nadando en el mar. Tiene el poder del hielo.
- Mandragora: La mandrágora se representa como un humanoide con raíces en vez de pies. Tiene el poder de las plantas.
- Golem: El golem es un simulacro de hombre hecho de arena. Tiene el poder de la tierra.
- Cockatrice: Se dice que el cockatrice tiene la habilidad de transformar las cosas en piedra. Tiene el poder de la piedra.
- Manticore:Se dice que el manticore tiene la cabeza de un león y la cola venenosa de un escorpión. Tiene el poder del veneno.
- Griffin: Se dice que el grifo tiene la cabeza y las alas de un águila, y el cuerpo de un león. Tiene el poder del viento.
- Thunderbird: Se dice que el legendario pájaro del trueno tuvo que haber podido lanzar relámpagos. Tiene el poder de la electricidad.
- Unicorn: Se dice que el únicornio era blanco y poseía un único cuerno santo en el centro de su frente. Tiene el poder de la luz.
- Black Dog: Se dice que el perro negro se consumía en la oscuridad. Tiene el poder de la oscuridad.

### Modo de Activación de las cartas
- La Mercury Card se activa presionando el botón L y posteriormente solo usando el látigo se notara un poder adicional según la carta atributo (Ejem: con Golem Card el látigo se vuelve más largo).

- La Venus Card se activa presionando L y aumentara o disminuirá una de tus características dependiendo de la carta atributo (Ejem: con Cockatrice Card ganas más experiencia).

- La Jupiter Card se activa presionando L y automáticamente se crea escudos dependiendo de la carta atributo (Ejem: Unicorn Card crea un escudo esférico alrededor tuyo).

- La Mars Card se activa presionando L y al usar el látigo este se convertirá en un arma diferente dependiendo de la carta atributo (Ejem: con Salamander Card se crea una espada de fuego).

- La Diana Card se activa presionando L y al usar el látigo este lanza diferentes proyectiles dependiendo de la carta atributo (Ejem: con Manticora Card lanzas una bola de veneno).

- La Apollo Card se activa presionando L, después de ello se presiona abajo + izquierda o derecha + arriba + ataque, y podrás lanzar diferentes tipos de explosivos dependiendo de la carta atributo (Ejem: con Serpent Card lanzas un explosivo de hielo)

- La Neptune Card se activa presionando L y al entrar en contacto con un monstruo te curaras dependiendo de la carta atributo (Ejem: con Thunderbird Card recuperaras energía cuando toques electricidad).

- La Saturn Card se activa presionando L y automáticamente aparecerá un pequeño monstruo que te acompañara y atacara a los enemigos cambiara dependiendo de la carta atributo (Ejem: con Black Dog Card aparecerá un pequeño demonio)

- La Uranus Card se activa presionando L, después de ello se presiona abajo + izquierda o derecha + arriba + ataque, y podrás invocar a la carta atributo que aparecerá en la pantalla y atacará (Ejem: con Mandragora Card invocas a la Mandragora)

- La Pluto Card se activa presionando L y tendrás una habilidad especiales diferente dependiendo de la carta atributo (Ejem: con Griffon Card puedes lanzar dos veces el subweapon pero gastando igual número de corazones que con uno)

## Battle Arena
La Battle Arena es un área opcional de bonificación en la que no se pueden usar DSS. Consta de 17 salas:
- Sala Uno

Monstruos - Werewolf, Were-Jaguar
- Sala Dos

Monstruos - Hippogriff x2, Catoblepas x2
- Sala Tres

Monstruos - Wind Demon x2, Witch x3
- Sala Cuatro

Monstruos - Stone Armor x3, Devil Tower x12
- Sala Cinco

Monstruos - Skeleton x6, Skeleton Bomber x5, Skeleton Spear x4, Electric Skeleton x2
- Sala Seis

Monstruos - Fire Demon x2, Bone Tower x7
- Sala Siete

Monstruos - Fox Hunter x5
- Sala Ocho

Monstruos - Poison Armor x3, Bloody Sword x3
- Sala Nueve

Monstruos - Abiondarg x24
- Sala Diez

Monstruos - Legion x3, Marionette x12
- Sala Once

Monstruos - Minotaur x7
- Sala Doce

Monstruos - Succubus x3, Arachne x3
- Sala Trece

Monstruos - Demon Lord x5, Alraune x2
- Sala Catorce

Monstruos - Hyena x7
- Sala Quince

Monstruos - Dark Armor x3, Devil Tower x12
- Sala Dieciséis

Monstruos - White Armor x3
- Sala Diecisiete

Monstruos - Devil x1
- Premio

Al completar Battle Arena consigues Shinning Armor. La mejor en el juego (la mejor de acuerdo a la defensa(el "magic robe" da más inteligencia y una defensa bastante alta, el ninja gear, y el saco del artillero dan más ataque que la shinning).
- Datos: Q2562228